# Låringsvind
Låringsvind är vind som kommer in på låringen på ett fartyg, det vill säga snett akterifrån. "Sidmedvind" är "landkrabbsuttryck" för låringsvind.